# Avon Lake
Avon Lake ist eine City im Nordosten des Lorain Countys in Ohio, Vereinigte Staaten. Das U.S. Census Bureau ermittelte bei der Volkszählung 2020 eine Einwohnerzahl von 25.206.

## Geographie
Avon Lakes geographische Koordinaten sind 41° 30′ N, 82° 0′ W (41,501595, −82,006309). Der Ort liegt etwa 25 km westlich von Cleveland und etwa drei Kilometer nördlich von Interstate 90/Ohio State Route 2, der eine schnelle Verbindung in das Zentrum von Cleveland ist. Zwei Hauptstraßen führen durch Avon Lake, U.S. Highway 6 und Ohio State Route 83.
Nach den Angaben des United States Census Bureaus hat die Stadt eine Fläche von 28,8 km², alles davon entfällt auf Land.

## Geschichte
Avon Lake wurde erstmals um 1812 besiedelt. als das Gebiet noch zum Cuyahoga County gehörte. 1822 wurde die Gegend Bestandteil des Lorain Countys. 1822 spaltete sich das heutige Avon Lake von der damaligen Township Avon ab, um selbständig zu werden. 1960 wurde Avon Lake als City statuiert. Der Ort hatte damals knapp unter zehntausend Einwohner. Die Gleise der Bahnstrecke trennen die beiden Städte voneinander.

## Demographie
Zum Zeitpunkt des United States Census 2000 bewohnten Avon Lake 18.145 Personen. Die Bevölkerungsdichte betrug 629,5 Personen pro km². Es gab 6937 Wohneinheiten, durchschnittlich 240,5 pro km². Die Bevölkerung Hoquiams bestand zu 97,31 % aus Weißen, 0,45 % Schwarzen oder African American, 0,16 % Native American, 0,96 % Asian, 0,04 % Pacific Islander, 0,25 % gaben an, anderen Rassen anzugehören und 0,83 % nannten zwei oder mehr Rassen. 1,25 % der Bevölkerung erklärten, Hispanos oder Latinos jeglicher Rasse zu sein.
Die Bewohner Avon Lakes verteilten sich auf 6711 Haushalte, von denen in 38,4 % Kinder unter 18 Jahren lebten. 66,8 % der Haushalte stellten Verheiratete, 7,1 % hatten einen weiblichen Haushaltsvorstand ohne Ehemann und 23,5 % bildeten keine Familien. 20,3 % der Haushalte bestanden aus Einzelpersonen und in 9,0 % aller Haushalte lebte jemand im Alter von 65 Jahren oder mehr alleine. Die durchschnittliche Haushaltsgröße betrug 2,70 und die durchschnittliche Familiengröße 3,14 Personen.
Die Stadtbevölkerung verteilte sich auf 28,9 % Minderjährige, 5,0 % 18–24-Jährige, 29,5 % 25–44-Jährige, 25,0 % 45–64-Jährige und 11,6 % im Alter von 65 Jahren oder mehr. Das Durchschnittsalter betrug 38 Jahre. Auf jeweils 100 Frauen entfielen 95,5 Männer. Bei den über 18-Jährigen entfielen auf 100 Frauen 89,5 Männer.
Das mittlere Haushaltseinkommen in Avon Lake betrug 65.988 US-Dollar und das mittlere Familieneinkommen erreichte die Höhe von 76.603 US-Dollar. Das Durchschnittseinkommen der Männer betrug 57.294 US-Dollar, gegenüber 32.458 US-Dollar bei den Frauen. Das Pro-Kopf-Einkommen in Avon Lake war 32.336 US-Dollar. 4,6 % der Bevölkerung und 3,0 % der Familien hatten ein Einkommen unterhalb der Armutsgrenze, davon waren 1,3 % der Minderjährigen und 7,3 % der Altersgruppe 65 Jahre und mehr betroffen.

## Wirtschaft und Infrastruktur
In Avon Lake hat der Kunststoffkonzern PolyOne seinen Hauptsitz. PolyOne beschäftigte im Geschäftsjahr 2018 rund 6600 Mitarbeiter weltweit und erzielte einen Umsatz von 3,5 Milliarden US-Dollar.

## Verwaltung und Behörden
Avon Lake ist eine eingetragene Gemeinde, die durch einen Stadtrat mit sieben Mitgliedern regiert wird. Davon werden jeweils einer in einem der vier Wards und drei weiteren allgemein gewählt.
Der Avon Lake Municipal Court ist für Avon Lake, Avon und Sheffield Village zuständig.
Die Polizeistation Avon Lakes verfügt über 28 Vollzeitpolizisten und fünf weitere, die nur Teilzeitdienst leisten. In der Stadt gilt eine nächtliche Sperrstunde für Minderjährige, die je nach Alter zwischen 23:00 und 01:00 Uhr beginnt.
Die Feuerwehr verfügt über ein Notarztteam, kann Gefahrstoffe bergen und hat eine Tauchereinheit. Sie ist mit zwei Pumpenfahrzeugen, einer Drehleiter, einem schweren Bergungsfahrzeug, drei Rettungsfahrzeugen und mehreren leichten Einsatzfahrzeugen ausgestattet.
Es gibt einen kommunalen Fernsehsender, der der Stadtverwaltung untersteht, der zwei öffentliche Kabelkanäle betreibt und an alle Kabelfernsehkunden in Avon Lake ausgestrahlt wird.
Eine öffentliche Bibliothek steht allen Bürgern zur Verfügung.
In der Stadt existieren vier öffentlich Elementary Schools (Eastview, Erieview, Redwood und Westview), eine öffentliche Intermediate School (Troy), eine öffentliche Middle School (Learwood), eine High School (Avon Lake High School) und eine kirchliche Schule (Saint Joseph) mit acht Klassenstufen.

## Freizeit
Die Stadt unterhält Parks und Spielplätze, deren Fläche zusammen etwa 0,9 km² beträgt. 1962 wurde ein städtisches Schwimmbad eröffnet, das drei rechteckige Becken von 60 Fuß Breite und 120 Fuß Länge sowie ein Kinderbecken aufweist.

## Söhne und Töchter der Stadt
- Carmella DeCesare (* 1982), Playboy Playmate of the Year 2004 und Wresterlin
- Anthony Gonzalez (* 1984), Wide receiver der Indianapolis Colts